# Farah-3
Koordinaten: 9° 18′ 50″ N, 80° 47′ 30″ O
Die Farah-3, fälschlicherweise auch Farah III, war ein Frachtschiff, das im Dezember 2006 nach einem Maschinenschaden von den Befreiungstigern von Tamil Eelam entführt und nach Strandung im Norden von Mullaitivu als Operationsbasis genutzt wurde. Nach dem Ende des Bürgerkrieges in Sri Lanka war das Schiff ein beliebtes Touristenziel.

## Geschichte und Charakteristika
Das Schiff wurde als Stückgutschiff gebaut. Es hatte fünf Laderäume mit einem Gesamtvolumen von 19.728 m3 oder 248 TEU. Außerdem verfügte der Frachter über fünf bordeigene Ladekräne mit je einer Maximalkapazität von 10 Tonnen.
Das Schiff wurde als eine von acht Einheiten baugleicher Mehrzweckfrachter der Cartago-Klasse der spanischen Werft Empresa Nacional Bazán unter der Baunummer 186 im Auftrag der spanischen Marítima Astur-Reederei konstruiert. Die Kiellegung erfolgte am 1. Juni 1978 in Ferrol. Am 27. Oktober 1978 wurde der Rumpf zu Wasser gelassen und zur Ausrüstung im Februar 1979 nach Cartagena geschleppt. Die Fertigstellung erfolgte schließlich in Valencia bei der Werft Unión Naval de Levante. An die Reederei wurde der auf den Namen Arao getaufte Frachter im August 1981 abgeliefert.
Seine Jungfernfahrt führte den Frachter im August 1981 von Valencia nach Annaba, wo es für Gent bestimmtes Massengut aufnahm. Im Jahr 1983 musste der Frachter nach dem Auslaufen aus Assab, bei der Entdeckung von zwei Blinden Passagieren, wieder zurückkehren. Im Jahr 1987 wurde das Schiff an die Lagonia Shipping Co. verkauft. Die Übergabe des Schiffes fand Anfang August 1987 in Lissabon statt. Der Frachter wurde daraughin nach Zypern umgeflaggt und erhielt den Namen Anny Pateras. Ein Jahr später wurde das Schiff in Renoir umbenannt. Im Jahr 1990 wurde das Schiff an die Zervos Shipping Agency verkauft, nach Panama umgeflaggt und in Zervos umbenannt. Im Jahr 1995 wurde das Schiff an die ebenfalls panamaische Reederei Lucky Shipping verkauft und in Zerva umbenannt. Im Jahr 1997 wurde der Frachter an den ägyptischen Eigner Sayed Nasr Navigation Lines verkauft und in Kawkab umbenannt. Von Februar 1998 bis Oktober 2000 musste das Schiff in Kaoshiung repariert werden. Im Jahr 2001 wurde das Schiff im Rahmen einer Hafenstaatkontrolle im Hafen von Antwerpen für fünfzehn Tage festgehalten, im Jahr 2003 wurde der Frachter von Mitte August bis Ende November 2004, ebenfalls im Rahmen einer Hafenstaatkontrolle, im Hafen von Venedig festgesetzt. Im Jahr 2005 wurde das Schiff an die jordanische Salam International Transport verkauft und in Farah-3 umbenannt.

## Zwischenfall und Strandung
Im Dezember 2006 befand sich die Farah-3 auf einer Fahrt von Kakinada nach Durban mit 14.000 Tonnen Reis an Bord. Am 23. Dezember 2006 erlitt das Schiff an der Küste Sri Lankas einen Motorschaden, der das Schiff manövrierunfähig machte. Alle 25 Besatzungsmitglieder (13 Jordanier, 11 Ägypter und der irakische Kapitän) konnten das Schiff unbeschadet verlassen. Die Regierung von Sri Lanka beschuldigte die Befreiungstiger, dass Schiff gekapert zu haben und die Besatzung zum Verlassen des Schiffes aufgefordert zu haben. Nach Regierungsangaben sollen die Befreiungstiger das Schiff danach an die Küste gesteuert und dessen Ladung geplündert haben. Am 25. Dezember wurden alle Besatzungsmitglieder in Kilinochchi dem Roten Kreuz übergeben. Nach der Freilassung berichtete der Kapitän, dass die Besatzung von den Befreiungstigern zum Verlassen des Schiffes genötigt wurde, wobei zwei Mann der Besatzung leichtere Verletzungen erlitten. Während ihrer kurzen Festsetzung seien die Besatzungsmitglieder aber angemessen behandelt worden.

## Nutzung als Operationsbasis
In der Endphase des Bürgerkriegs von Sri Lanka, im Frühjahr 2009, soll das Wrack von den Befreiungstigern als Operationsbasis und Plattform für 122mm-Geschütze verwendet worden sein. Am 14. Mai 2009 wurde das Schiff schließlich von der 58. Division der Armee von Sri Lanka erobert.
Im Oktober 2012, nach dem Ende des Bürgerkriegs, fand die Armee von Sri Lanka insgesamt fünf 130mm- und 152mm-Geschützrohre und ein Boot, vergraben im Strand, in der Nähe des Wracks der Farah-3.

## Verbleib
Nach dem Ende des Bürgerkriegs wurde das Wrack zu einem beliebten Ziel für Touristen. Im Jahr 2013 verkaufte die Armee von Sri Lanka die Überreste des Schiffes an einen Schrotthändler zur Abwrackung in situ. Bis 2016 erfolgte jedoch nur eine teilweise Abwrackung des Schiffes und es kam zu Uneinigkeiten zwischen den beiden Vertragsparteien.